# Forêts sèches mexicaines

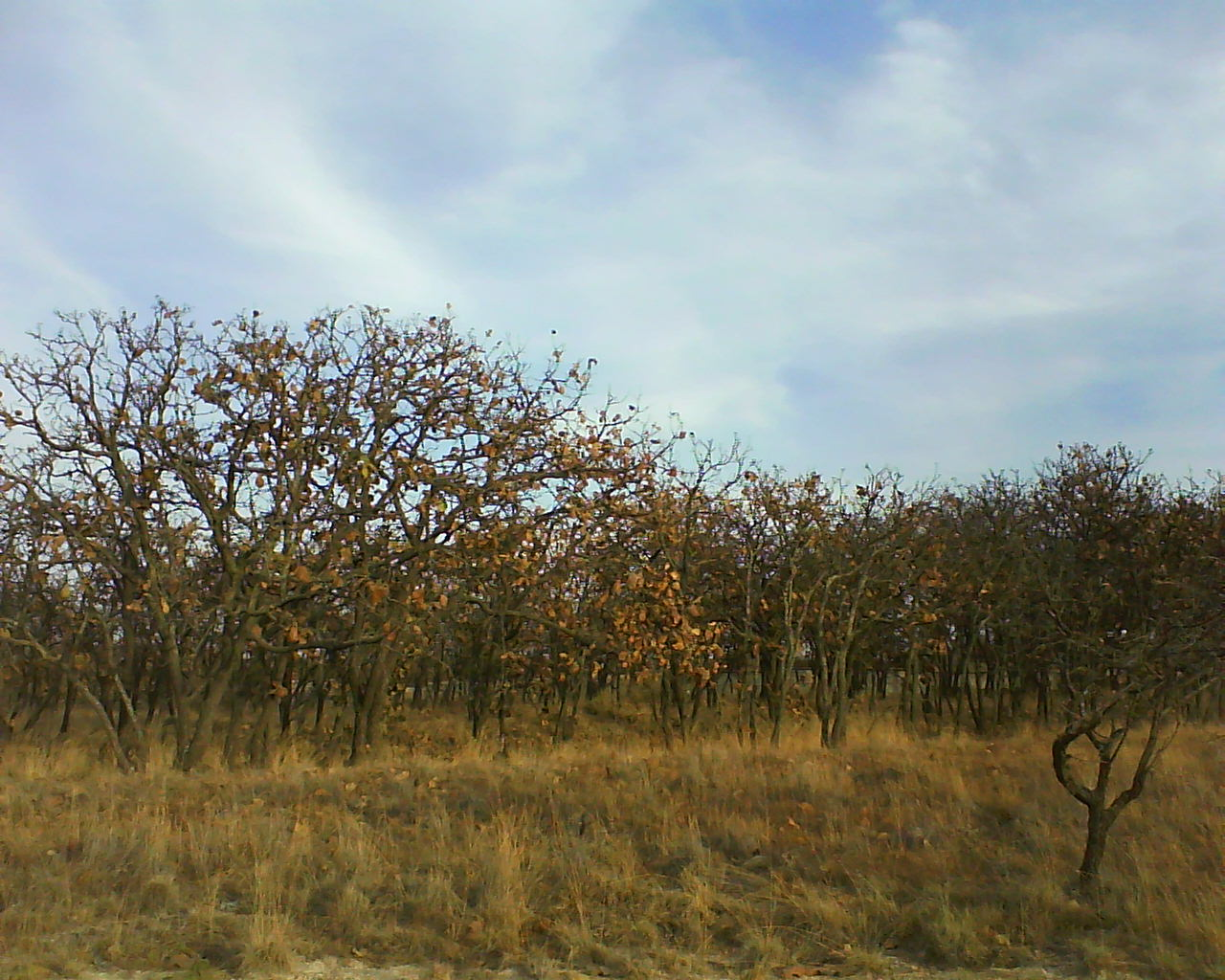
Chênes du bosque El Nixticuil.

Les forêts sèches mexicaines forment une région écologique identifiée par le Fonds mondial pour la nature (WWF) comme faisant partie de la liste « Global 200 », c'est-à-dire considérée comme exceptionnelle au niveau biologique et prioritaire en matière de conservation. Elle regroupe plusieurs écorégions terrestres du biome des forêts de feuillus sèches tropicales et subtropicales du Mexique et du Guatemala :
- les forêts sèches du Jalisco
- les forêts sèches du Balsas (en)
- les forêts sèches du Bajío
- les forêts sèches subtropicales de transition du Sonora et du Sinaloa
- les forêts sèches de la dépression du Chiapas
- les forêts sèches du Pacifique Sud
- les forêts sèches du Sinaloa
- les forêts sèches de la Sierra de la Laguna (en)